# Список керівників держав 719 року
Список керівників держав 719 року — це перелік правителів країн світу 719 року.
Список керівників держав 718 року — 719 рік — Список керівників держав 720 року — Список керівників держав за роками

## Європа
- Абазгія — Феодор (710—730)
- Айлех — Фергал мак Маеле Дуйн (711—722)
- Айргіалла — до 825 невідомо
- Королівство Східна Англія — Ельфвальд (713—749)
- Королівство Астурія — Пелайо (718—737)
- Герцогство Баварія — Теудеберт (716/718—719/725)
- Перше Болгарське царство — Тервель (700—721)
- Брихейніог об'єднаний з Діведом (655—720)
- Волзька Болгарія — Ірхан (? — 765?)
- Венеційська республіка — Марчело Тегальяно (717—726)
- король вестготів — Ардо (714—721)
- Вессекс — Інє (688—726)
- Візантійська імперія — Лев III Ісавр (717—741)
  - Неаполітанське герцогство — Іоанн I (711—719); Феодор I (719—729)
  - Равеннський екзархат — Схоластик (713—726)
- Королівство Гвент — Ітел III ап Морган (715—755)
- Гвікке — Етельрік (716—736)
- Королівство Гвінед — Ідвал ап Кадваладр (683—720)
- Дал Ріада — Селбах Ферхайр (700—723)
- Дівед — Райн ап Кадуган (710—730)
- Думнонія — король Дівнуал ап Ітел (715—750)
- Королівство Ессекс — Свефберт (715—738)
- Іберійське князівство — Гуарам III (693—748)
- Ірландія — верховний король Фергал мак Маеле Дуйн (710—722 з перервами)
- Королівство Кент — Вітред (693—725)
- Король лангобардів — Лютпранд (712—744)
  - Герцогство Беневентське — Ромоальд II (706—732)
  - Сполетське герцогство — Фароальд II (703—724)
  - Герцогство Фріульське — Пеммо (706—739)
- Ленстер — Мурхад мак Брайн (715—727)
- Маґонсете — Мілдфріт (700—730)
- Мерсія — Етельбальд (716—757)
- Морганнуг — Ітел III ап Морган (715—755)
- Коннахт — Індрехтах МакМуйредах (707—723)
- Мунстер — Естеркел мак Меле Умай (712—721)
- Король піктів — Нехтон III (706—724)
- Королівство Нортумбрія — Осрік (718—729)
- Королівство Повіс — Гвілог ап Белі (695—725)
- Королівство Сассекс — Нотгельм (693—717/725)
- Стратклайд — Белі II ап Думнагуал (694—722)
- Улад — Аед Ройн (708—735)
  - Конайлле Муйрхемне — Амалгайд мак Кахасайг (688—741)
- Король Міде Домналл Міді мак Мурхада (715—763)
- Франкське королівство:
  - Австразія — Хільперік II (715—721)
  - Нейстрія — мажордом Карл Мартел (718—741)
  - Герцогство Васконія — персональна унія з герцогством Аквітанія; Одо Великий (676/700 — 735)
- Фризьке королівство — Радбод (680—719); Поппо (719—734)
- Хозарський каганат — Ібузір Главан (688/690—730)
- Швеція — Гаральд Боєзуб (695? — 8 століття)
- Святий Престол — папа римський Григорій II (715—731)
- Вселенський патріарх — Герман I (715—730)
  - Аль-Андалус — Аль-Самх ібн-Малік аль-Хавлані (719—721)

## Азія
- Близький Схід:
  - Праведний халіфат — Умар ібн Абдул-Азіз (717—720)
  - Вірменський емірат — Омар ібн Абд аль-Азіз (717—720)
- Індія:
  - Західні Ганги — Шивамара I (679—726)
  - Пізні Гупти — Джівітагупта II (715/717 — 731/736)
  - Камарупа — Віджая (670—725)
  - самраат Кашмірської держави Чандрапіда (711—719); Тарапіда (719—723)
  - Династія Майтрака — Сіладітія IV (710—740)
  - Династія Паллавів — Нарасімхаварман II (700—728)
  - Держава Пандья — Кочадаян Ранадхіран (710—735)
  - Раджарата — раджа Манаванна (691—726)
  - Чалук'я — Віджаядітья Сат'яшрая (696—733)
  - Східні Чалук'ї — Коккілі (718—719); Вішну-вардхан III (719—755)
- Індонезія:
  - Шривіджая — Шрі Індраварман (702 — після 724)
- Китай:
  - Династія Тан — Сюань-цзун (712—756)
- Тибетська імперія — Меагцом (704—755)
- Наньчжао — Мен Шеньлопі (712—728)
- Корея:
  - Об'єднана Сілла — ісагим (король) Сондок Великий (702—737)
  - Пархе — Ко (698—719); Му (719—737)
- Паган — король Мінгівей (716—726)
- Персія:
  - Дабуїди — Фаррукан Великий (712—728)
- Середня Азія:
  - Тюргеський каганат — Сулук-чор (716—738)
  - Бухархудати — Туксбада (673/681-724)
- Східно-тюркський каганат — Більге-хан Богю (716–734)
- Ченла — Пушкаракша (716—730)
- Японія — Імператор Ґенсьо (715—724)

## Африка
- Аксумське царство — Гум (708—732)
- Праведний халіфат — Умар ібн Абдул-Азіз (717—720)
  - Некор (емірат) — Саліх І ібн Мансур (710—749)

## Північна Америка
- Мутульське царство — Іцамнаах-К'авііль (698—726)
- Баакульське царство — К'ініч-К'ан-Хой-Читам II (702—721)
- Шукуупське царство — Вашаклахуун-Уб'аах-К'авііль (695—738)
- Яшчилан — Іцамнаах-Б'алам III (681—742)